# ポリシーベース・ネットワーク管理
ポリシーベース管理の手法にもとづいてコンピュータネットワークを管理することをポリシーベース・ネットワーク管理という。

## ポリシーにもとづく決定の要求・配布方式
IETF においては、ポリシーにもとづいて決定をくだす対象を PDP (ポリシー定義点、Policy Decision Point)、決定を適用する対象を PEP (ポリシー施行点、Policy Enforcement Point) とよんでいる。ポリシーにもとづく決定の要求・配布方式としてつぎの 2 つの型がある。
- アウトソース方式 - エンドユーザやアプリケーションが PEP 経由で PDP にオンデマンドで資源などを要求し、PDP がポリシーにもとづいて可否の決定をくだす方式。
- プロビジョン方式 - オペレータが通信にさきだって PDP (ポリシーサーバ) 経由で PEP に決定やポリシーを配布する方式。

## ポリシー配布のためのプロトコルとその用法
IETF の RAP ワーキンググループ (現在は存在しない) はポリシーに関する要求・配布のためにポリシーサーバ–機器間等で使用する COPS (Common Open Policy Service) プロトコルを 2000 年に RFC 2748 として標準化した。COPS は下位のプロトコルとして TCP を使用する。このプロトコルの用法として、上記の要求・配布方式に対応してつぎの 2 つが標準化された。
- COPS-RSVP (COPS usage for RSVP) - アウトソース方式のための用法である。通信フローごとにボトム・アップにポリシー制御を要求するのに適しているため IntServ と相性がよい。
- COPS-PR (COPS usage for PRovisioning) - プロビジョン方式のための用法である。通信フローをまとめてトップ・ダウンに制御するのに適しているため DiffServ と相性がよい。

COPS-PR によって運ばれるポリシーの形式をポリシー情報ベース (Policy Information Base, PIB) とよぶ。COPS-PR と PIB との関係は SNMP (Simple Network Management Protocol、インターネットにおけるネットワーク管理プロトコル) と管理情報ベース (MIB, Management Information Base) との関係にちかく、MIB を記述するための構文である SMIv2 (Structure of Management Information Version 2) に対応するものとして SPPI (Structure of Policy Provisioning Information) が標準化されている。SPPI が規定している PIB の形式は条件-動作型の規則にしばられず、汎用性がある。各種の PIB のうち共通につかわれる Frame-work PIB は RAP WG があつかっているが、分野ごとの PIB は各分野のワーキンググループにおいて標準化がすすめられた。おもなものとして Diffserv PIB、IPSec PIB などがある。
IETF の SNMP Conf (Configuration Management with SNMP) ワーキンググループはポリシーを運ぶプロトコルとして SNMP を使用しようとした。この目的のための管理情報ベースとして Policy Based Management MIB や DiffServ Policy MIB を開発している。SNMP は UDP を使用しているので信頼性が低く大量のポリシーの通信には向かないが、COPS とはちがってあらたなプロトコルスタック開発を必要としないという利点がある。